# Kigalik River
Der Kigalik River ist der etwa 143 km lange linke Quellfluss des Ikpikpuk River im Norden von Alaska (USA).

## Flusslauf
Der Kigalik River verläuft in der Arktischen Ebene der North Slope etwa 170 km von der Meeresküste entfernt. Er entspringt in einem niedrigen Höhenrücken 135 km südsüdöstlich von Atqasuk auf einer Höhe von etwa 380 m. Der Kigalik River fließt entlang dem Nordfuß eines niedrigen in Ost-West-Richtung ausgerichteten Höhenrückens nach Osten und trifft schließlich auf einer Höhe von 67 m auf den von Osten kommenden Maybe Creek, mit dem er sich zum Ikpikpuk River vereinigt. Der Kigalik River durchfließt eine Tundralandschaft. Auf den letzten 20 Kilometern bildet der Fluss Flussschlingen. Entlang diesem Flussabschnitt befinden sich mehrere abgeschnittene oder verlandete Altarme. 
Nahe der Quelle des Kigalik River befand sich 1886 die Siedlung Kigalik mit 30 Zelten und 150 Eskimos. Bei einer USGS-Expedition im Jahr 1924 konnten keine Überreste der Siedlung gefunden werden.

## Einzugsgebiet
Der Kigalik River entwässert ein Areal von etwa 1395 km². Das Einzugsgebiet grenzt im Osten an das des Maybe Creek, im Süden an die Einzugsgebiete des Colville River und dessen Nebenflusses Awuna River, im Westen und im Nordwesten an das des Titaluk River sowie im Nordosten an das des Bronx Creek. Das Einzugsgebiet des Kigalik River befindet sich innerhalb der National Petroleum Reserve in Alaska.